# Liste der Kunstwerke im öffentlichen Raum in Graz/Gries
Diese Liste der Kunstwerke im öffentlichen Raum in Graz/Gries enthält die auf „OFFSITE_GRAZ“ (Oeffentliche Kunst seit fuenfundvierzig) gelisteten permanenten Kunstwerke im öffentlichen Raum (Public Art) im Grazer Stadtbezirk Gries. OFFSITE_GRAZ wurde im Auftrag der Stadt Graz, in Koordination mit dem Kulturamt, entwickelt und umfasst einen Zeitraum bis 2011.

## Profane Kunstwerke
| Foto  |                 | Name                                                         | Typ     | Standort                                                                                                   | Künstler                            | Datierung | Beschreibung                               | Metadaten       |
| ----- | --------------- | ------------------------------------------------------------ | ------- | --- | ----------------------------------- | --------- | ------------------------------------------ | --------------- |
| ja BW | Datei hochladen | Fassadengestaltung ID: 1052 HERIS-ID: 42661 Objekt-ID: 43252 |         | Bad zur Sonne, Belgiergasse 15 Standort                                                                    | Reno Ernst Jungel                   | 1958      |                                            | Standort: Gries |
| ja    | Datei hochladen | Gartenlabyrinth ID: 1746                                     | Projekt | Dr.-Schlossar-Park Standort                                                                                | Hartmut Skerbisch                   | 2007      |                                            | Standort: Gries |
| ja    | Datei hochladen | Früchte des Feldes ID: 1222                                  |         | Eggenberger Gürtel 36 Standort                                                                             | Wilma Niedermayr-Schalk             | 1961      |                                            | Standort: Gries |
| ja    | Datei hochladen | Sitzende ID: 1134                                            |         | Hof, Griesplatz 28/28a/29/29a Standort                                                                     | Ulf Mayer                           | 1957      |                                            | Standort: Gries |
| BW    | Datei hochladen | Lebensbäume 2 ID: 1055                                       |         | Wiener Städtische Versicherung („Gürtelturm“), Gürtelturmplatz 1 Standort                                  | Rudolf Kedl                         | 1975      |                                            | Standort: Gries |
| ja    | Datei hochladen | Brunnenobjekt ID: 1175                                       |         | Wiener Städtische Versicherung („Gürtelturm“), vor dem Gebäude, Gürtelturmplatz 1 Standort                 | Hans Muhr                           | 1975      |                                            | Standort: Gries |
| ja    | Datei hochladen | Rasterstein ID: 1095                                         |         | Wohnanlage, Feldgasse 18-22 Standort                                                                       | Othmar Krenn                        | um 1978   |                                            | Standort: Gries |
| ja    | Datei hochladen | Idlhof ID: 1224                                              |         | Idlhofgasse 36 Standort                                                                                    | Wilma Niedermayr-Schalk             | 1966      |                                            | Standort: Gries |
| ja    | Datei hochladen | Fassadengestaltung ID: 997                                   |         | Idlhofgasse 52 Standort                                                                                    | Jörg Hartig                         | 1967      |                                            | Standort: Gries |
| ja    | Datei hochladen | Fassadengestaltung ID: 1272                                  |         | Idlhofgasse 88 Standort                                                                                    | Oskar Pfob                          | 1970      |                                            | Standort: Gries |
| BW    | Datei hochladen | Fingerabdruck ID: 1056                                       |         | Bundespolizeidirektion Graz („Stützpunkt West“), Foyer Polizeischule, Karlauerstraße 14 Standort           | Herwig Kempinger                    | 1988      |                                            | Standort: Gries |
| ja    | Datei hochladen | o.T. ID: 1264                                                |         | Bundespolizeidirektion Graz („Stützpunkt West“), Vorplatz, Foyer, Karlauerstraße 14 Standort               | Ferdinand Penker                    | 1988      |                                            | Standort: Gries |
|       | Datei hochladen | Narrenbild ID: 1507                                          |         | Dominikanerkaserne, ehemaliges Landesschülerheim 3, Speisesaal, Kernstockgasse 9a und 9b/Grenadiergasse 14 | Alfred Wickenburg                   | 1948      |                                            | Standort: Gries |
| ja    | Datei hochladen | Grimms Märchen ID: 994                                       |         | Lagergasse 62 Standort                                                                                     | Toni Hafner                         | 1967      |                                            | Standort: Gries |
| ja    | Datei hochladen | Fassadengestaltung ID: 925                                   |         | Lazarettgasse 34 Standort                                                                                  | Franz Felfer                        | 1961      | beidseitige abstrakt ornamentale Sgraffiti | Standort: Gries |
| ja    | Datei hochladen | Liegendes Pferd ID: 1295                                     |         | Karlauergürtel 2 Standort                                                                                  | Walter Pochlatko                    | 1967      |                                            | Standort: Gries |
| ja    | Datei hochladen | Fassadengestaltung ID: 1305                                  |         | Konservatorium, Nikolaigasse 2 Standort                                                                    | August Raidl                        | 1954      |                                            | Standort: Gries |
| ja    | Datei hochladen | Wandgestaltung ID: 915                                       |         | Konservatorium, Konzertsaal, Vorraum, Nikolaigasse 2 Standort                                              | Franz Felfer                        | 1954      |                                            | Standort: Gries |
| ja    | Datei hochladen | Hl. Nikolaus ID: 1300                                        | Denkmal | Nikolaiplatz Standort                                                                                      | Bernt Preisegger                    | 1995      |                                            | Standort: Gries |
| BW    | Datei hochladen | Raumbild – Schulbild ID: 1453                                |         | 4. Bundesgymnasium Oeverseegasse, Stiegenhaus, Oeverseegasse 28 Standort                                   | Gustav Troger                       | 1987      |                                            | Standort: Gries |
| ja    | Datei hochladen | o.T. ID: 1662                                                |         | Prankergasse 1 Standort                                                                                    | Oskar Pfob                          | 1981      |                                            | Standort: Gries |
| BW    | Datei hochladen | EN FACE ID: 1762                                             | Projekt | kunstGarten, Payer-Weyprecht-Straße 27 Standort                                                            | Jens J. Meyer                       | 2006      |                                            | Standort: Gries |
| ja    | Datei hochladen | Die Garteninseln Franz Josefs ID: 1734                       | Projekt | kunstGarten, Payer-Weyprecht-Straße 27 Standort                                                            | Alfred Resch                        | 2006      |                                            | Standort: Gries |
| ja    | Datei hochladen | Fassadengestaltung ID: 1311                                  |         | Rösselmühlgasse 28 Standort                                                                                | August Raidl                        | 1962      |                                            | Standort: Gries |
| BW    | Datei hochladen | Trafikcity ID: 1785                                          | Projekt | Vinzenz-Muchitsch-Straße (an der Einmündung Hammer-Purgstall-Gasse) Standort                               | Michael Zinganel, Michael Hieslmair | 2010      |                                            | Standort: Gries |
| BW    | Datei hochladen | Werke des Bürgermeisters Vinzenz Muchitsch ID: 1223          |         | Vinzenz-Muchitsch-Straße 29 / Weißenhofgasse Standort                                                      | Wilma Niedermayr-Schalk             | 1962      |                                            | Standort: Gries |

## Sakrale Kunstwerke
| Foto |                 | Name | Typ | Standort                                                                                                   | Künstler                            | Datierung | Beschreibung | Metadaten       |
| ---- | --------------- | --- | --- | --- | ----------------------------------- | --------- | ------------ | --------------- |
| ja   | Datei hochladen | Künstlerische Gestaltung ID: 1089                                                                         |     | St. Lukas, Eggenberger Gürtel 76 Standort                                                                  | Othmar Krenn                        | 1995      |              | Standort: Gries |
|      | Datei hochladen | Glasfensterzyklus ID: 1242                                                                                |     | Krankenhaus der Elisabethinen, Krankenhauskapelle, Elisabethinergasse 14                                   | Adolf A. Osterider, Heide Osterider | 1990 (?)  |              | Standort: Gries |
| BW   | Datei hochladen | Altar, Ambo ID: 1049                                                                                      |     | Krankenhaus der Elisabethinen, Spitals- und Klosterkirche Hl. Laurentius, Elisabethinergasse 14 Standort   | Fridrun Hussa                       | 1990      |              | Standort: Gries |
| BW   | Datei hochladen | Ambo ID: 1045 HERIS-ID: 51327 Objekt-ID: 56958                                                            |     | Welsche Kirche (Kirche Hl. Franz de Paula), Griesplatz 30 Standort                                         | Erwin Huber                         | 1986      |              | Standort: Gries |
| BW   | Datei hochladen | Wandgestaltung, Lichtboot, Altar und Kreuz ID: 935                                                        |     | Aloisianum – Therapeuthische Wohngemeinschaft Alkoholabhängiger, Hauskapelle, Herrgottwiesgasse 7 Standort | Josef Fink                          | 1982–1988 |              | Standort: Gries |
|      | Datei hochladen | Altar ID: 1050                                                                                            |     | Justizanstalt Graz-Karlau, Kapelle Hl. Thomas, Herrgottwiesgasse 50                                        | Eberhard Jäger                      | 1967      |              | Standort: Gries |
|      | Datei hochladen | 14 Kreuzwegsstationen, Altarkreuz ID: 1232                                                                |     | Justizanstalt Graz-Karlau, Messkapelle Hl. Thomas, Herrgottwiesgasse 50                                    | Adolf A. Osterider                  | 1968/69   |              | Standort: Gries |
| BW   | Datei hochladen | Weihnachtskrippe ID: 905                                                                                  |     | Heiligste Dreifaltigkeit Graz-Karlau, Karlauerstraße 65 Standort                                           | Stefanie Erjautz                    | 2000      |              | Standort: Gries |
| BW   | Datei hochladen | Altar, Ambo ID: 1151                                                                                      |     | Heiligste Dreifaltigkeit Graz-Karlau, Karlauerstraße 65 Standort                                           | Ingrid Mayr, Jörg Mayr              | 1984      |              | Standort: Gries |
| BW   | Datei hochladen | Sakraleinrichtung ID: 1729                                                                                |     | Pfarrkirche St. Andrä, Kernstockgasse 9 Standort                                                           | Hermann Glettler, Michael Kienzer   | 2004      |              | Standort: Gries |
| ja   | Datei hochladen | Rocket Switch ID: 1783                                                                                    |     | Pfarrkirche St. Andrä, Kernstockgasse 9 Standort                                                           | Valentin Ruhry                      | 2010      |              | Standort: Gries |
| ja   | Datei hochladen | gegen wart / reciprocity principle ID: 1786                                                               |     | Pfarrkirche St. Andrä, Kernstockgasse 9 Standort                                                           | Gustav Troger                       | 2010      |              | Standort: Gries |
| ja   | Datei hochladen | Spiegel – säulengroß ID: 1449 HERIS-ID: 51311 Objekt-ID: 56941                                            |     | Pfarrkirche St. Andrä, Kernstockgasse 9 Standort                                                           | Gustav Troger                       | 2002      |              | Standort: Gries |
| ja   | Datei hochladen | Altar, Ambo ID: 1450 HERIS-ID: 51311 Objekt-ID: 56941                                                     |     | Pfarrkirche St. Andrä, Kernstockgasse 9 Standort                                                           | Gustav Troger                       | 2002      |              | Standort: Gries |
| BW   | Datei hochladen | Fenster ID: 1511 HERIS-ID: 51311 Objekt-ID: 56941                                                         |     | Pfarrkirche St. Andrä, Kernstockgasse 9 Standort                                                           | Markus Wilfling                     | 2002      |              | Standort: Gries |
| ja   | Datei hochladen | Raumzeichnung ID: 1526 HERIS-ID: 51311 Objekt-ID: 56941                                                   |     | Pfarrkirche St. Andrä, Kernstockgasse 9 Standort                                                           | Otto Zitko                          | 2003      |              | Standort: Gries |
| ja   | Datei hochladen | Altar, Ambo ID: 1485 HERIS-ID: 105917 Objekt-ID: 123007                                                   |     | Don Bosco Kirche, Südbahnstraße 100 Standort                                                               | Kurt Weber-Mzell                    | 1982      |              | Standort: Gries |
| BW   | Datei hochladen | Altar, Ambo ID: 1442 HERIS-ID: 59282 Objekt-ID: 70399                                                     |     | Kirche Gekreuzigter Heiland am Zentralfriedhof, Triester Straße 164 Standort                               | Reinhard Tritthart                  | 1991/1992 |              | Standort: Gries |
| BW   | Datei hochladen | Taufbecken, Kreuzweg ID: 1039 HERIS-ID: 105904 Objekt-ID: 122994                                          |     | St. Johannes in der Triestersiedlung, Vinzenz-Muchitsch-Straße 60 Standort                                 | Erwin Huber                         | 1992      |              | Standort: Gries |
| BW   | Datei hochladen | Hl. Johannes ID: 1040 HERIS-ID: 105904 Objekt-ID: 122994                                                  |     | St. Johannes in der Triestersiedlung, Vinzenz-Muchitsch-Straße 60 Standort                                 | Erwin Huber                         | 1996      |              | Standort: Gries |
| BW   | Datei hochladen | Johannesfenster, Matthäusfenster, Markusfenster, Lukasfenster ID: 1241 HERIS-ID: 105904 Objekt-ID: 122994 |     | St. Johannes in der Triestersiedlung, Vinzenz-Muchitsch-Straße 60 Standort                                 | Adolf A. Osterider, Heide Osterider | 1992      |              | Standort: Gries |
| BW   | Datei hochladen | Kreuz ID: 1370 HERIS-ID: 105904 Objekt-ID: 122994                                                         |     | St. Johannes in der Triestersiedlung, Vinzenz-Muchitsch-Straße 60 Standort                                 | Alexander Silveri                   | 1979      |              | Standort: Gries |
| BW   | Datei hochladen | Altar, Ambo, Tabernakel ID: 1517 HERIS-ID: 105904 Objekt-ID: 122994                                       |     | St. Johannes in der Triestersiedlung, Vinzenz-Muchitsch-Straße 60 Standort                                 | Hermann Worschitz                   | 1976      |              | Standort: Gries |

## Quelle
- OFFSITE_GRAZ. Oeffentliche Kunst seit fuenfundvierzig. Abgerufen am 11. März 2018.